# Gojob
Gojob est une agence d'interim basée à Aix-en-Provence et fondée par Pascal Lorne et Jean-Baptiste Demonte en septembre 2015.

## Présentation
L'entreprise permet la mise en relation entre employeurs et intérimaires, sur le modèle d'Uber : Pascal Lorne indique ainsi vouloir "ubériser l'emploi".
Le principe repose sur une qualification du fichier du candidat (sa disponibilité précise, ses motivations, etc.) ainsi qu'un système de notation du candidat, pouvant amener à une sanction des demandeurs d'emploi. L'originalité de l'agence est de ne pas faire reposer la qualification des candidats sur leur curriculum vitae mais sur d'autres critères comme les compétences, la disponibilité, ou encore le "savoir-être".
À l'aide d'un algorithme qui utilise des données sur le candidat (durée du dernier emploi, date de la dernière mission, etc.) issues de Facebook, LinkedIn, ainsi que de recommandations des précédentes entreprises pour lesquelles les intérimaires ont travaillé.

## Finance
La société a levé 17 million d'euros auprès de Breega, Kois Invest, Alter Equity et la CDC et des Business Angels en 2016,,. En janvier 2018, la société a obtenu un financement de 17 millions d'euros auprès de ses précédents investisseurs,. En 2018, la société a levé un total de 18 millions d'euros.